# 21世紀国家ビジョン研究会
21世紀国家ビジョン研究会（にじゅういっせいきこっかビジョンけんきゅうかい）は、民主党のグループ。略称・東京都選挙管理委員会届出の名称は国家研、通称は小沢一郎のグループとの区別から小沢鋭仁グループとされる。
なお、報道によってグループ名の表記にぶれがあり、「21世紀」を「21C」と表記或いは省略するもの、「国家ビジョン」を「国家モデル」或いは「国家像モデル」と表記するものがあるが、会長の小沢鋭仁は環境大臣記者会見においてグループ名を「21世紀国家ビジョン研究会」と紹介している。

## 概要
鳩山由紀夫内閣総理大臣・民主党代表が辞任し政界引退を表明した直後の2010年6月9日に、鳩山グループに所属する小沢鋭仁前環境大臣と、羽田雄一郎、五十嵐文彦、大谷信盛、菊田真紀子、北神圭朗、城島光力、高山智司、伴野豊、山花郁夫ら小沢鋭仁に近い国会議員が呼び掛け人となって結成され、8月2日に第1回勉強会を開催した。2011年に入ると活動を活発化させ、2月1日に政治団体の設立の届出をし、4月12日に赤坂に事務所を開設した。さらに、小沢鋭仁は次期民主党代表選挙への出馬に意欲を示し、グループを中心に推薦人集めに奔走したが、支持が広がらず最終的には支持層が重なる海江田万里経済産業大臣に候補を一本化することで出馬を断念した。
小沢鋭仁を始め五十嵐、大谷ら鳩山グループ出身議員が多く、会員は約45人と報じられた一方、2011年4月12日の事務所開設の会合には約15人の国会議員が出席するにとどまっていた。
北欧型の福祉国家をモデルとした高福祉・中負担の社会保障の実現を主張し、アメリカ型の新自由主義には懐疑的であった他、不況を悪化させる増税には反対していた。
2012年11月に会長の小沢鋭仁、事務局長の初鹿明博ら幹部が民主党を除籍され、議員グループとして消滅した。

## 所属していた国会議員一覧

### 役員
| 会長         | 顧問           | 事務局長     | 事務局次長   |
| ------------ | -------------- | ------------ | ------------ |
| （小沢鋭仁） | （五十嵐文彦） | （糸川正晃） | （初鹿明博） |

### 衆議院議員
立憲民主党
- 菊田真紀子[注 2]（8回、新潟4区）
- 伴野豊[注 3]（7回、愛知8区）
- 山花郁夫[注 4]（5回、東京22区）

無所属
- 北神圭朗[注 5]（5回、京都4区）

### 元衆議院議員
民進党
- 五十嵐文彦（4回、埼玉9区）
- 城島光力（4回、神奈川10区）
- 大谷信盛（3回、大阪9区）

自由民主党
- 糸川正晃[注 6]（2回、比例北陸信越・福井2区）

希望の党
- 小沢鋭仁[注 7]（8回、比例近畿）

無所属
- 高山智司[注 8]（3回、埼玉15区）
- 初鹿明博[注 9]（3回、比例東京・東京16区）

### 元参議院議員
立憲民主党
- 羽田雄一郎（5回、長野県）